# Gricignano di Aversa
Gricignano di Aversa è un comune italiano di 13 065 abitanti della provincia di Caserta in Campania.

## Geografia fisica
Il territorio di Gricignano occupa un'ampia zona dell'Agro aversano, circa 9,84 km² situati su 28 m s.l.m.
L'ampio territorio si estende da sud a nord, fino alle rive del fiume Clanio, che separa il Comune di Gricignano da quello di Marcianise.
Il territorio adatto fin da sempre alla caccia, alla pesca e alla pastorizia, si caratterizza di una naturale fertilità della terra, di un clima mite e di abbondanza d'acqua che nel corso del tempo ha favorito i primi insediamenti umani risalenti all'età del bronzo.

## Origini del nome
Il toponimo Gricignano deriva  dal nome del senatore romano, Lucio Giulio Grecino Agricola, padre del ben più noto Gneo Giulio Agricola Legatus Augusti pro praetore Princeps ac Britaniae, vissuto ai tempi di Tiberio. Col passare del tempo e con l'insediamento dei primi coloni, il nucleo abitativo prese prima il nome di Villae Greicinianum e poi di Casalis de Graecignani.

## Storia
Già prima dell'anno mille, in vari documenti il Casale di Gricignano era stato menzionato con diversi nomi, come Graeciniani, Chicianniani, Graecinius e Graecinianum. Diverse le supposizioni fatte sulle origini di questo comune, che è uno dei più antichi dell'Agro aversano. Le ipotesi variano su un'origine osca-sannita, a quella romana, fino a giungere a quella longobarda.
Ma la certezza delle origini di Gricignano cade sull'ipotesi romana. Secondo gli studiosi, infatti, Gricignano sarebbe sorta nel periodo della centuriazione dell'Ager Campanus.
Durante l'alto Medioevo appartenne al principato longobardo di Capua e in epoca normanna divenne feudo della famiglia Scaglione; in seguito fece parte dei possedimenti dei Carafa, che la tennero fino al Quattrocento, e degli Agricola, che ne furono proprietari fino alla seconda metà del Seicento. Dopo essere appartenuta ad altri feudatari, venne inserita nel regio demanio.
Le tracce ancora ben visibili della tipica suddivisione del territorio in centurie, con il Cardo Massimo costituito dall'antica via Larga, via Sant'Antonio Abate e corso Umberto I e dal Decumano Massimo costituito da via Casolla e via Aversa. Altro riferimento è dato dalla raffigurazione nello stemma comunale di una pietra miliare con cifre romane.
Nel 1806 furono emanate le Leggi eversive della feudalità che comportarono la fine dei privilegi feudali nel Regno di Napoli e l'inizio dell'Amministrazione comunale.
Il 12 aprile 1929 il comune venne soppresso e aggregato ad Aversa; successivamente recuperò la propria autonomia.

### Simboli
Nello stemma adottato da Comune è raffigurata una pietra miliare con inciso il numero sette in numeri romani, a simboleggiare le sette miglia che separavano Gricignano dall'antica Capua. Il gonfalone è un drappo partito di azzurro e di verde.

## Società

### Evoluzione demografica
Abitanti censiti

### Lingue e dialetti
Il dialetto parlato dagli abitanti di Gricignano fino a pochi decenni fa era simile a quello parlato dagli abitanti di molti comuni dell'area atellana, ma diverso da quello parlato nella vicina città di Aversa; esso affonda la sua origine nella antica lingua dei popoli osco-sanniti che con molta probabilità dominarono la zona prima dei romani.
Il primordiale dialetto parlato dai gricignanesi, risentì, tra l'altro, molto anche della lingua latina, di quella spagnola, e quella francese, ma mantenne la sua originale e tipica pronuncia, con il mutamento delle vocali "a" in "e", "o" in "u".
Infatti, ancora oggi, specialmente le persone più anziane si esprimono rimarcando le due vocali in modo abbastanza accentuato.
Ad esempio, alcuni lemmi come, formaggio, capo, piatto, cucchiaio, erpice, aratro, telaio, fascine, noci, fosso, piccone, vengono mutati in, chese, chepa, pietto, cucchiero, mengano, arète, telère, sercino, nuce, fuosso e sciamerro.
Tipiche espressioni di origini osche, rimaste immutate nel tempo sono isci e fee per fermare cavalli e animali da soma in movimento.

## Cultura

### Istruzione
Il comune di Gricignano di Aversa dispone di una scuola dell'infanzia, "Carlo Lorenzini", due scuole primarie, la "Filippo Santagata" e la "Giovanni Pascoli", quest'ultima, parte dell'Istituto Comprensivo Statale "Giovanni Pascoli" che funge anche da scuola secondaria di primo grado.

## Economia
L'economia, in un recente passato, era fondamentalmente basata sull'agricoltura, ma attualmente Gricignano basa la sua economia, oltre che sulle industrie presenti nella zona ASI, anche sull'attività edilizia, con la presenza di numerose piccole aziende a conduzione familiare.
Negli anni 70 la creazione della zona ASI di Aversa nord, sorta tra i comuni di Gricignano, Teverola e Carinaro, ha permesso un incremento dell'occupazione nel settore secondario, grazie alla presenza di industrie come la Indesit. Attualmente la zona ASI presenta un variegato comparto industriale che varia dal tessile all'alimentare, passando dal riciclaggio di materiali plastici
Il paese è stato anche citato nel libro Gomorra di Roberto Saviano:

### Polo calzaturiero
Vi sono impegnate circa 20 aziende di calzature che a stento sopravvivono alla crisi. Il polo recentemente ha rischiato la chiusura, risolta grazie alla concertazione tra enti pubblici e privati. Molte aziende vivono unicamente di concorrenza locale, mentre l'e-commerce è ancora poco diffuso; alcune imprese garantiscono la propria presenza alla Micam, la fiera delle scarpe di Milano.

### Grande distribuzione
La città è sede centrale della catena di distribuzione alimentare MD Discount, tra i principali operatori della grande distribuzione moderna italiana; inoltre vi è presente anche una filiale del gruppo SISA.

## Infrastrutture e trasporti

### Ferrovie
Il comune è servito dalla stazione di Gricignano-Teverola, situata lungo la tratta ferroviaria Napoli-Foggia.

## Strutture militari
Nel territorio comunale si trova lo US Navy Support Site, una cittadella abitativa - completa di piscine, impianti sportivi e di un ospedale - ove alloggiano i militari statunitensi che prestano servizio nelle basi USA in Campania, come lo "Allied Joint Force Command Naples".

## Amministrazione
| Periodo | Periodo   | Primo cittadino    | Partito                     | Carica  | Note |
| ------- | --------- | ------------------ | --------------------------- | ------- | ---- |
| 1988    | 1993      | Andrea Moretti     | Partito Socialista Italiano | Sindaco |      |
| 1993    | 1997      | Andrea Moretti     | Lista civica                | Sindaco |      |
| 1997    | 2000      | Andrea Moretti     | Lista civica                | Sindaco |      |
| 2000    | 2000      | Mauro Graziano     | commissario prefettizio     | Sindaco |      |
| 2000    | 2001      | Mauro Graziano     | commissario straordinario   | Sindaco |      |
| 2001    | 2006      | Andrea Lettieri    | L'ulivo                     | Sindaco |      |
| 2006    | 2010      | Andrea Lettieri    | L'Unione                    | Sindaco |      |
| 2010    | 2011      | Goliardo Miniati   | commissario straordinario   | Sindaco |      |
| 2011    | 2012      | Franca Triestino   | commissario straordinario   | Sindaco |      |
| 2012    | 2018      | Andrea Moretti     | Lista civica                | Sindaco |      |
| 2018    | 2018      | Vincenzo Santagata | Lista civica (centro)       | Sindaco |      |
| 2018    | 2019      | Aldo Aldi          | commissario prefettizio     | Sindaco |      |
| 2019    | 2024      | Vincenzo Santagata | Lista civica                | Sindaco |      |
| 2024    | in carica | Vittorio Lettieri  | Lista civica (centro)       | Sindaco |      |

## Sport

### Pallavolo
Il comune di Gricignano è noto ai livelli nazionali della pallavolo femminile con la compagine femminile del Corpora Gricignano (Ex New Volley Gricignano). Presieduta dall'imprenditore locale, nonché ex-vicesindaco, Francesco Antonio Russo, nella stagione 2012-2013 approda nel campionato femminile di serie B1 e si qualifica con 61 punti al primo posto del campionato. Accede così alle fasi finali di play-off, dove viene sconfitta dal Viserba Volley, ma viene ripescata contro l'Arzano Guerriero Volley dove riesce ad approdare in Serie A2. Dall'anno 2013/14 la squadra si è trasferita ad Aversa.

### Calcio
Da sempre appassionati di calcio, i cittadini gricignanesi hanno visto nel corso del tempo nascere, crescere e fallire diverse società calcistiche che hanno portato il nome del comune ai vertici delle massime categorie dilettantistiche della Campania.
Il calcio nasce ufficialmente nel 1975 con la "Polisportiva Gricignano" che, alla prima esperienza in un vero campionato, lo vince battendo i rivali della vicina Cesa. Successivamente nasce il G.S. Gricignano '88 per merito di alcuni appassionati locali che si occupa soprattutto dei giovani. Nasce anche la scuola calcio. Se ne occupano Gennaro Pacilio,Luigi Barbato e Carlo Buonanno, ex calciatori e allenatori delle squadre giovanili, che portano la società ai vertici provinciali vincendo alcuni campionati di categoria giovanile. Dopo un periodo buio, nel 1994/95 nasce l'U.S Sant'Andrea Gricignano, voluta dall'allora assessore allo sport e cultura Gennaro Pacilio, che riparte dalla Terza Categoria, sostenuta dal Circolo Informagiovani affidato all'ex consigliere regionale Domenico Verde. Nella stagione 2002-2003 riuscì a raggiungere il campionato di Promozione, rimanendo nei primi cinque posti per tre stagioni consecutive. La squadra in seguito fallì e per otto anni consecutivi la cittadinanza non ha più rivisto l'ombra del calcio dilettantistico. Nel 2012, grazie all'impegno di alcuni cittadini gricignanesi, viene fondata l'ASD Gricignano Calcio, iscritta al Campionato di Terza Categoria, classificandosi al secondo posto alle spalle dell'ASD San Prisco Calcio. Nella stagione 2013-2014, la compagine viene iscritta al Campionato di Prima Categoria Campania. Dopo appena un campionato, anche questa società termina la propria attività. Attualmente il Gricignano partecipa al campionato di prima categoria 2024/2025 girone A . I due impianti sportivi presenti nel comune sono nell'abbandono totale.